# Pula-pula-de-duas-fitas
Pula-pula-de-duas-fitas ou mariquita-de-banda-dupla (nome científico: Myiothlypis bivittata) é uma espécie de ave da família Parulidae, grupo dos parulíneos.
Pode ser encontrada nos seguintes países: Argentina, Bolívia, Brasil, Guiana, Peru e Venezuela. Seus habitats naturais são: regiões subtropicais ou tropicais húmidas de alta altitude e florestas secundárias altamente degradadas.